# Белореченское сельское поселение (Кировская область)
Белореченское сельское поселение — муниципальное образование в составе Омутнинского района Кировской области России.
Административный центр — посёлок Белореченск.

## История
Белореченское сельское поселение образовано 1 января 2006 года согласно Закону Кировской области от 07.12.2004 № 284-ЗО.

## Население
| 2010  | 2012  | 2013  | 2014  | 2015  | 2016  | 2017  |
| ----- | ----- | ----- | ----- | ----- | ----- | ----- |
| 1470  | ↘1398 | ↘1360 | ↘1297 | ↘1220 | ↘1180 | ↘1139 |
| 2018  | 2019  | 2020  | 2021  |       |       |       |
| ↘1094 | ↘1056 | ↘1003 | ↘972  |       |       |       |

## Состав
В поселение входят 3 населённых пункта (население, 2010):
- посёлок Белореченск — 1292 чел.;
- посёлок Метрострой — 151 чел.;
- станция Тонкино — 27 чел.